# Sonofilia
A sonofilia é um tipo de parafilia em que a excitação sexual e/ou o orgasmo são obtidos ao interagir sexualmente com um indivíduo em estado de sono.